# Carl Johan Gyllenborg
Carl Johan Gyllenborg, född 10 mars 1741 i Stockholm, död 5 april 1811 i Stockholm, var en svensk greve i ätten Gyllenborg, landshövding och jurist.

## Biografi
Gyllenborg föddes 1741 i Stockholm. Han var son till riksrådet, greve Henning Adolf Gyllenborg och dennes första hustru Maria Sophia Stierncrona (1716–1749). Gylleborg blev 31 maj 1748 student vid Uppsala universitet.
Han blev extra ordinarie kanslist i Kanslikollegium 1755, auskultant i Kommerskollegium 1758, kanslijunkare 5 december samma år, kammarherre och preses i Nedre borgrätten 29 juni 1763, kammarherre hos drottningen 1764 och var vice landshövding i Stockholms län 1771, 1772 och under sommaren 1778 från 11 juni.[källa behövs]
Han blev lagman i Södermanlands lagsaga 27 november 1776. Den 24 maj 1782 blev han vice landshövding i Södermanland i sju veckor och 29 april 1784 i två månader.[källa behövs]
Han blev president i Vasa hovrätt 20 maj 1789 och erhöll på begäran avsked 8 oktober 1791. Gyllenborg blev ledamot av Högsta domstolen 19 maj 1800 och president i Kammarrätten 12 juni 1809.

### Verksamhet
Gyllenborg orerade på kronprinsens födelsedag 1751, först på Riddarhuset och sedan vid Hovet.
Han var kavaljer vid kongressen i Augsburg 1761 och blev ledamot av Kungliga Musikaliska Akademien 1772. Han blev ordförande i sällskapet Pro Patria 1798.

### Familj

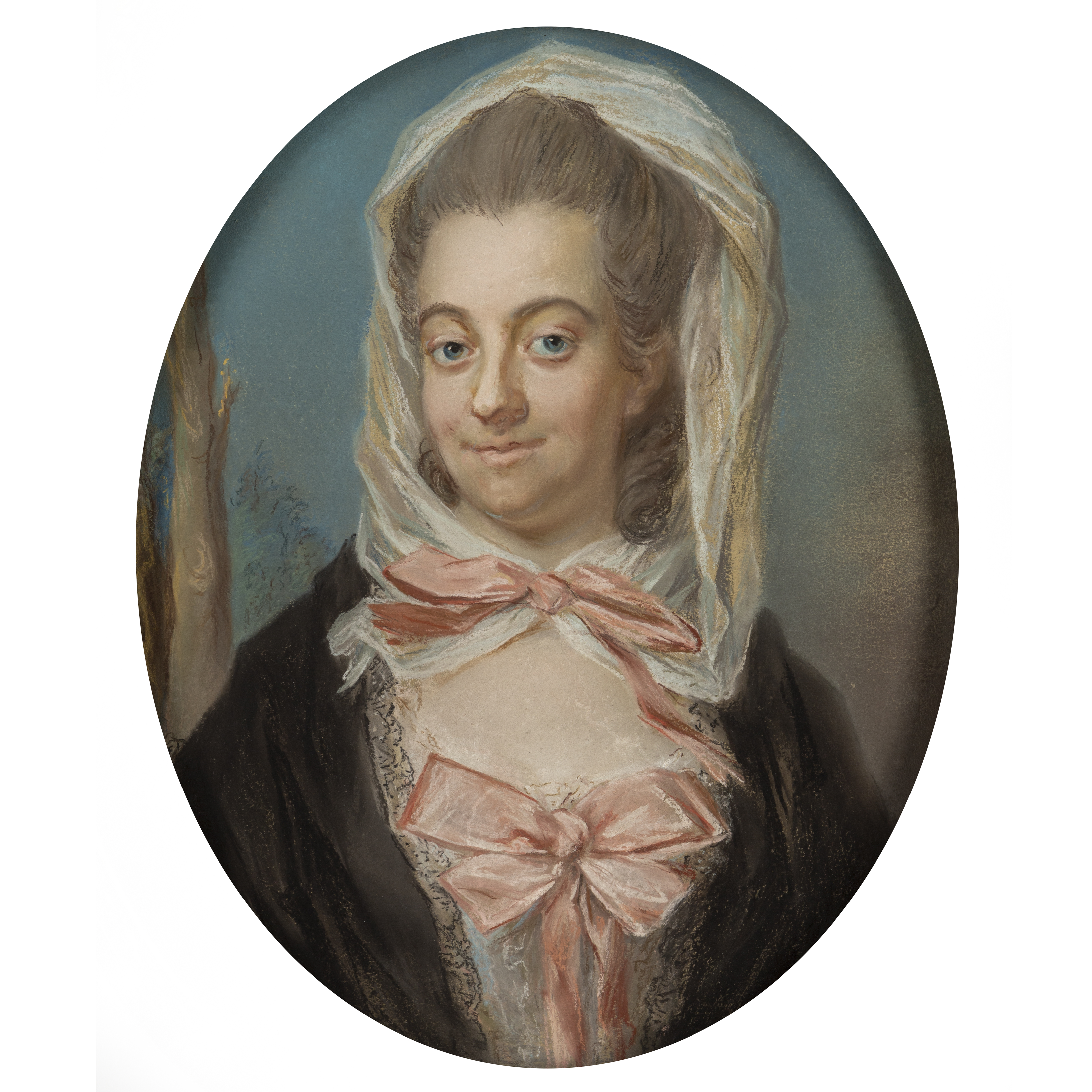
Gyllenborgs hustru, Margareta af Sandeberg. Avporträtterad av Gustaf Lundberg ca 1785.

Gyllenborg var från 25 juni 1777 gift med Margaretha af Sandeberg (1757–1831), dotter till direktören vid Ostindiska kompaniet David af Sandeberg och Maria Chambers. De fick tillsammans barnen Henning David Gyllenborg (1778–1779), Sofia Maria Gyllenborg (1779–1783), Carl Johan Gyllenborg (1780–1781), Margareta Gyllenborg (1781–1844) som var gift med kammarherren Melker Axel Falkenberg af Bålby, Carl Johan Gylleborg (1782–1783), Virginia Charlotta Gyllenborg (1784–1805) och sekreteraren Carl Adolf David Gyllenborg (1787–1863).
Carl Johan Gyllenborg var son till riksrådet, greve Henning Adolf Gyllenborg och dennes första hustru Maria Sophia Stierncrona (1716–49), yngre syster till Elisabeth Stierncrona (1714–69) och dotter till friherre Gabriel Stierncrona (1669-1723) och hans hustru Antoinetta Maria Amya (1680–1721), som var bosatta på Åkeshovs slott i Bromma.

## Hedersbetygelser
Gyllenborg blev hedersledamot av De fria konsternas sällskap i Leipzig 21 februari 1756.
Han blev underceremonimästare vid Kungl. Maj:ts Orden 23 november 1767 från vilket uppdrag han erhöll avsked och blev riddare av Nordstjärneorden 28 april 1779. Den 1 mars 1805 blev han kommendör av samma orden.